# Greenville (Comtat d'Orange)
Greenville és una població del Comtat d'Orange (Nova York) als Estats Units d'Amèrica. Segons el cens dels Estats Units del 2000 tenia 3.800 habitants.

## Demografia
Segons el cens del 2000 Greenville tenia 3.800 habitants, 1.243 habitatges, i 1.024 famílies. La densitat de població era de 48,5 habitants/km².
Dels 1.243 habitatges en un 44,8% hi vivien nens de menys de 18 anys, en un 71,2% hi vivien parelles casades, en un 7,7% dones solteres, i en un 17,6% no eren unitats familiars. En el 14,1% dels habitatges hi vivien persones soles el 4,9% de les quals corresponia a persones de 65 anys o més que vivien soles. El nombre mitjà de persones vivint en cada habitatge era de 3,04 i el nombre mitjà de persones que vivien en cada família era de 3,34.
Per edats la població es repartia de la següent manera: un 30,3% tenia menys de 18 anys, un 6,4% entre 18 i 24, un 30,2% entre 25 i 44, un 24,4% de 45 a 60 i un 8,6% 65 anys o més.
L'edat mediana era de 36 anys. Per cada 100 dones de 18 o més anys hi havia 94,5 homes.
La renda mediana per habitatge era de 60.260 $ i la renda mediana per família de 65.257 $. Els homes tenien una renda mediana de 45.847 $ mentre que les dones 28.672 $. La renda per capita de la població era de 23.090 $. Entorn del 3,8% de les famílies i el 4,3% de la població estaven per davall del llindar de pobresa.